# Bisdom Szeged-Csanád
Het bisdom Szeged-Csanád (Latijn: Dioecesis Szegediensis-Csanadiensis; Hongaars: Szeged-Csanádi egyházmegye) is een in Hongarije gelegen rooms-katholiek bisdom met zetel in Szeged. Het bisdom behoort tot de kerkprovincie Kalocsa-Kecskemét en is samen met het Bisdom Pécs suffragaan aan het aartsbisdom Kalocsa-Kecskemét.
Het bisdom werd in 1030 opgericht als bisdom Csanád. Stichter van het bisdom was de heilige Stefan I van Hongarije, de eerste christelijke koning van het land. Stefan benoemde Sagredo Gellért tot eerste bisschop van het diocees. Het gebied omvatte de huidige Roemeense districten Timiș, Caraș-Severin en Arad, het vroegere comitaat Csanád en delen van de comitaten Csongrád en Békés. Alles bij elkaar een oppervlakte van 13.713 km².
In 1514, tijdens de volksopstand onder aanvoering van György Dózsa, werd bisschop Nicholas Csáky gespietst. Na de slag bij Mohács in 1526, waarbij bisschop Ferenc Csaholi omkwam, kwam het bisdom toe aan de met de Turken verbonden Johann Zápolya. Toen de Turken in 1552 Timișoara veroverden en het bisdom in zijn geheel overnamen was hiervan weinig meer over. Pas na de Turkse overheersing bij de Vrede van Passarowitz in 1718 werd het bisdom door bisschop Ladislaus Nádasdy weer tot leven gewekt. Het door de Turken ontvolkte gebied werd gekoloniseerd door Donau-Zwaben. Ten tijde van bisschop Ladislaus Köszeghy (1800–1828) werd een seminarie gesticht.
In 1923, of 1931 werd de bisschopszetel verplaatst van Timișoara naar Szeged. Op 5 augustus 1982 was de naam bisdom Csanád door Paus Johannes Paulus II hernoemd tot Szeged-Csanád. De huidige bisschop van Pécs is sinds 2006 László Kiss-Rigó.

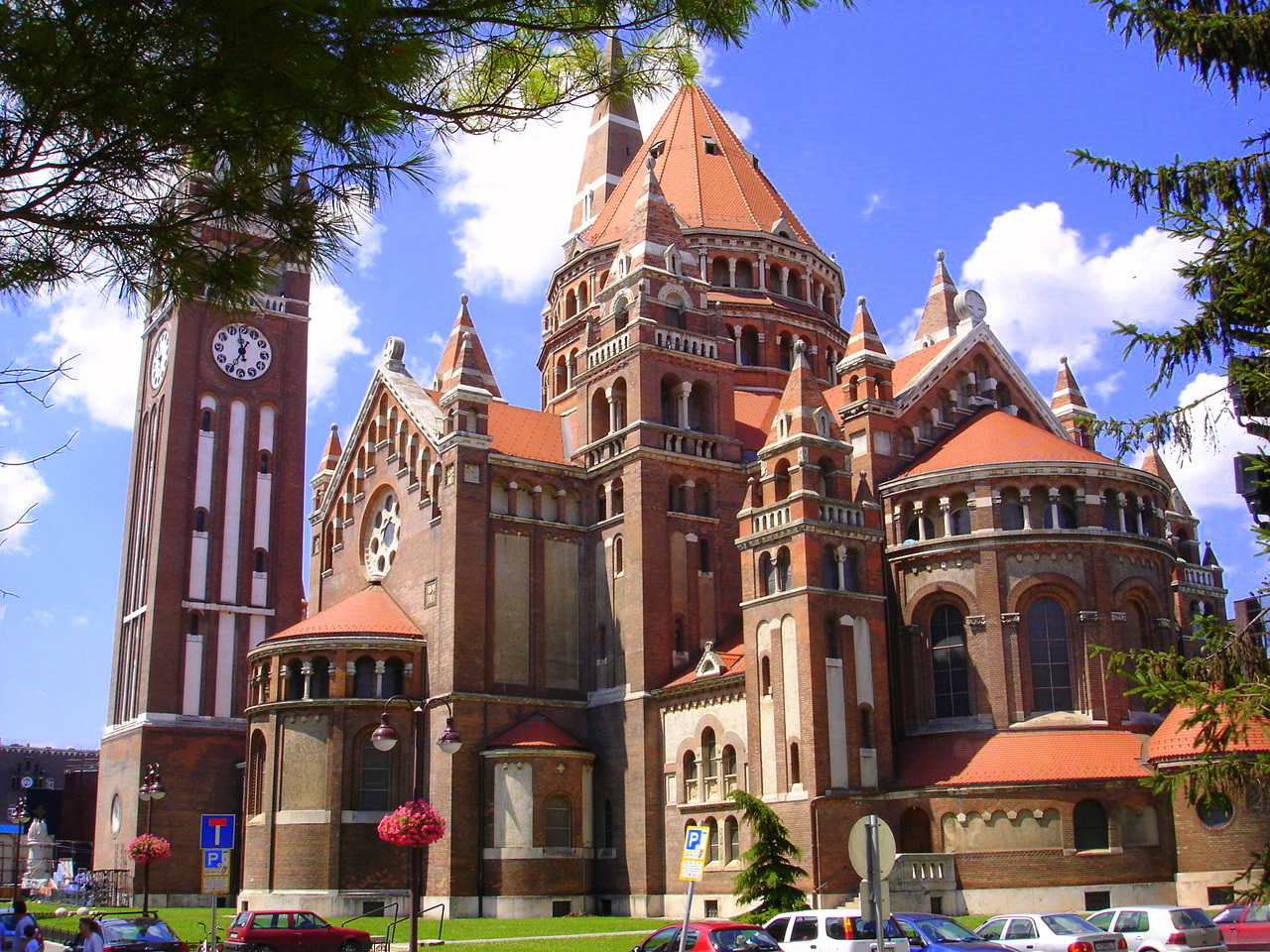
Kathedraal van Szeged
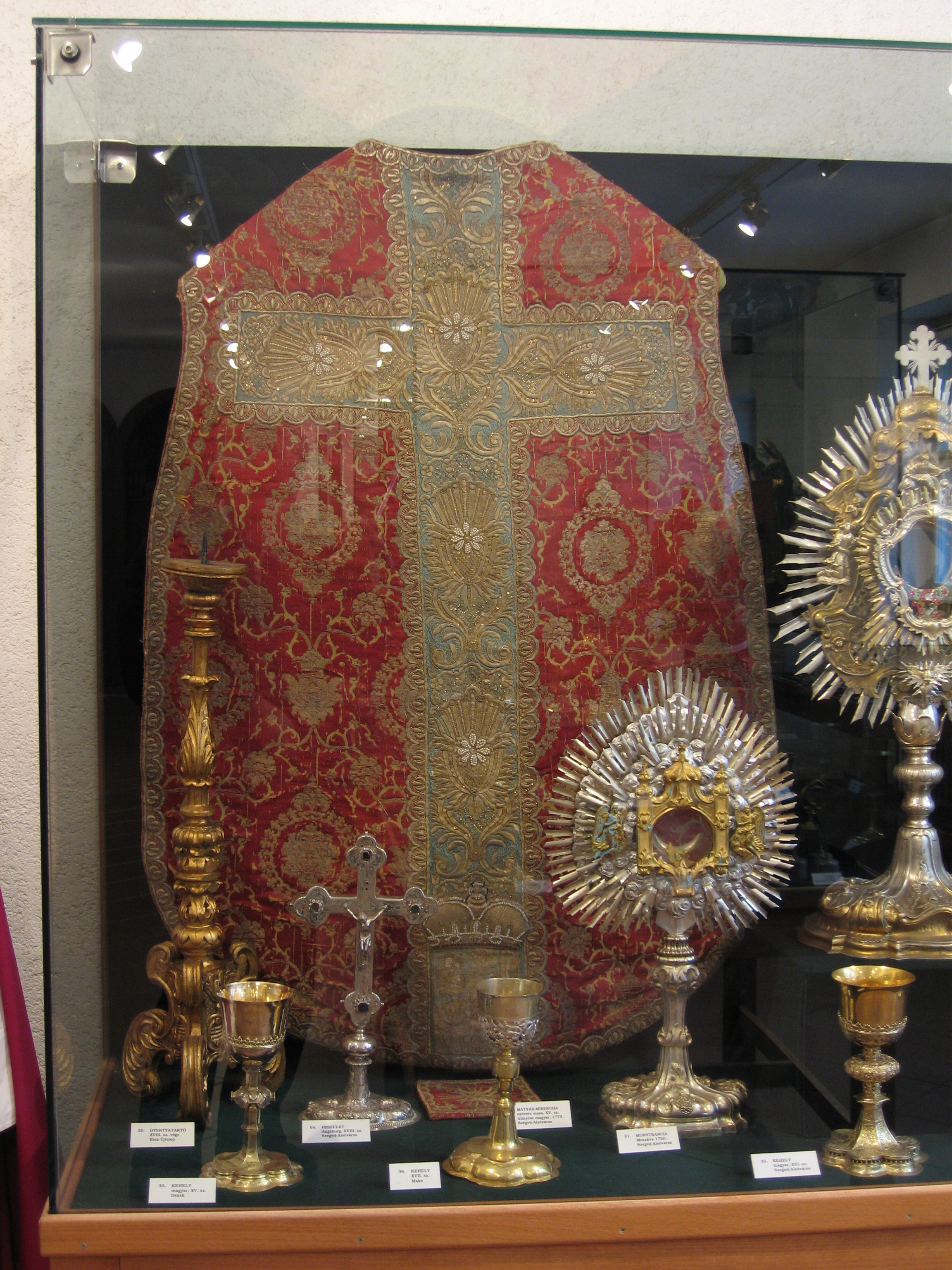
Museum voor kerkelijke kunst in Szeged